# 1952年冬季奥林匹克运动会
第六届冬季奥林匹克运动会（英語：the VI Olympic Winter Games），于1952年2月12日至25日在挪威首都奥斯陆举行。國際奧委會從挪威奥斯陸、美國普萊西德湖和意大利的科蒂納丹佩佐3個申辦城市中，選擇了奧斯陸舉辦1952年第六屆冬季奧運會。冬季奧運會終于回到了現代滑雪運動的誕生地挪威，而這也是冬奥會首次由在當時冬季項目最为強盛的斯堪的納維亞地区家舉辦。

## 背景
冬季奧運會從1924年開始，無論會址是夏蒙尼、聖莫里茨，還是普萊西德湖或加米施-帕滕基興，都只是偏僻的山鎮，人煙稀少，有的甚至居民不足兩千人。而奧斯陸則是一國之都，這也是冬奧會第一次由大城市承辦。奥斯陸三面環山，一面臨海，景色迷人，空氣清新，雖是挪威王國首都，但人口不到50萬。滑雪是挪威也是奧斯陸人民最喜愛的運動，每年3月第一個星期天是滑雪節。這一天，奧斯陸男女老少都外出参加滑雪運動。挪威之所以在冬季奧運會上成绩出色，与它雄厚的群眾基礎有很大關係。

## 焦点
奧斯陸冬奧會期間，挪威組委會向國際奧委會贈送了一面奧林匹克五環錦旗。它同1920年夏季奧運會時比利時奧委會贈送給國際奧委會的旗幟一样，不過後者是夏季奧運會專用的會旗，而挪威的則屬於冬季奧運會的專用旗。
本屆冬奧會將女子10公里越野滑雪首次列入比賽項目。高山滑雪中的兩項全能被取消了，改為傳統的三項：大回轉障礙滑、回轉障礙滑雪和快速降下。

## 比赛项目
| - 冰球 - 高山滑雪 - 雪车 - 花样滑冰 |  | - 速度滑冰 - 越野滑雪 - 北欧两项 - 跳台滑雪 - 往复投掷 - 班迪球 |

## 参赛国家和地区
共有30个国家的代表团参加了本届冬奥会，其中新西兰和葡萄牙是首次参加冬奥会。
| - 阿根廷 - 奥地利 - 比利时 - 保加利亚 - 加拿大 - 智利 - 捷克斯洛伐克 - 丹麦 - 芬兰 |  | - 法国 - 德国 - 英国 - 希腊 - 匈牙利 - 冰岛 - 意大利 - 日本 - 黎巴嫩 - 荷兰 |  | - 新西兰 - 挪威 - 波兰 - 葡萄牙 - 罗马尼亚 - 西班牙 - 瑞典 - 瑞士 - 美国 - 南斯拉夫 |

## 奖牌榜
此为奖牌榜前10位
| 1952年冬季奥林匹克运动会奖牌榜 |        |      |      |      |      |
| 排名                           | 国家   | 金牌 | 銀牌 | 銅牌 | 总数 |
| 1                              | 挪威   | 7    | 3    | 6    | 16   |
| 2                              | 美国   | 4    | 6    | 1    | 11   |
| 3                              | 芬兰   | 3    | 4    | 2    | 9    |
| 4                              | 德国   | 3    | 2    | 2    | 7    |
| 5                              | 奥地利 | 2    | 4    | 2    | 8    |
| 6                              | 加拿大 | 1    | 0    | 1    | 2    |
| 6                              | 意大利 | 1    | 0    | 1    | 2    |
| 8                              | 英国   | 1    | 0    | 0    | 1    |
| 9                              | 荷兰   | 0    | 3    | 0    | 3    |
| 10                             | 瑞典   | 0    | 0    | 4    | 4    |